# ワープスター
ワープスターは、ゲームソフト『星のカービィシリーズ』に登場する架空の乗り物である。黄色く、五芒星の形をしており、空を飛ぶ能力を持っている。本項目では株式会社ワープスターについても記述している。

## 概要
ゲームソフト『星のカービィシリーズ』に登場する次のステージにワープするための星形の飛行物体である。それに掴まると、独特の効果音が流れて次のステージへ飛んでいく。また、『星のカービィシリーズ』の知的財産を管理する会社の名前である。
ひかわ博一のコミカライズ版では、1巻第5話にて｢カービィあんどワープスター流星アターック｣という急降下攻撃を披露しており、ワープスターで攻撃するというコンセプトは後述の作品でも描かれている。

## ゲームとアニメとでの違い

### ゲーム
ゲームでは、カービィはワープスターの側面に掴まっているような形で乗っている。主に、ステージ移動のときに使う。ただし、『星のカービィ スーパーデラックス』のタイトルと「メタナイトの逆襲」のオープニングのデモムービーと『カービィのエアライド』、『星のカービィ 鏡の大迷宮』の「なみのりスターライド」では、普通に座って乗る。
ステージ移動時の挙動もシチュエーションによっては様々で、機敏に障害物や攻撃をよけたり、ブロックなどを破壊しながら豪快に突き進んだり、飛行船の風圧に負けておいていかれたりする。
- 『星のカービィ』などほとんどのアクションシリーズでは、乗ることでカービィを違うところに連れて行ってくれる。地面に当たると砕けて消えるがまた別の場所で何事もなかったかのように出てくる。一部シリーズでは地形マップ移動や惑星間移動にも使われる。大乱闘スマッシュブラザーズシリーズでもこのようにステージに登場する。
- 『カービィのエアライド』では、エアライドマシンのひとつとして登場する（F-ZEROマシンに近い扱い）。他の作品で出てくるワープスターよりも若干小さい。
- 『鏡の大迷宮』では、携帯通信機で呼ぶことで出現し、エントランスサークルの分岐地点に連れて行ってくれる（なお、それまでにも一度『星のカービィ64』のイベントムービーにおいて携帯電話でワープスターを呼んだことがある）。この作品に限っては最後のシューティングゲームで星型弾を出すことも出来る。
- 定員は少なくとも4人までが限界で、『あつめて!カービィ』のムービーでは残り9人のカービィがワープスターに掴まり、ワープスターが落ちそうになる描写がある。
- 大乱闘スマッシュブラザーズシリーズでは『大乱闘スマッシュブラザーズDX』以降、アイテムの1つとして登場。使うと、画面外へ上昇し、急降下攻撃をする。スティックにより着地地点の多少の移動が可能。攻撃力は高く、命中した相手の蓄積ダメージが大体50%を越えていれば撃墜が可能。DXの1人用モードや評価制バトルにおいては、これで相手を倒したときのスペシャルボーナス（得点）もある。
- 『大乱闘スマッシュブラザーズX』のアドベンチャーモード「亜空の使者」ではカービィが所有しており、亜空爆弾が爆発した際に仲間をワープスターに乗せて脱出している。
- 『大乱闘スマッシュブラザーズ for Nintendo 3DS / Wii U』では、画面外へ上昇する際の効果音が原作GB版に近くなった。3DS版のモード「フィールドスマッシュ」の最終決戦のひとつに、出現するアイテムがワープスターのみになる「ワープスター乱闘」がある。
- 『大乱闘スマッシュブラザーズ SPECIAL』のアドベンチャーモード「灯火の星」のOPにて、カービィがキーラのビームに逃れる際に使用。ワープをしたことでファイターたちの中で唯一助かり、移動後に墜落し消滅する。

### アニメ
普段はカブーの中に隠されている。アニメ「星のカービィ」では、言葉が喋れないカービィの代わりにフームがワープスターを呼ぶと、カブーの口から出てきてカービィが乗る。これにより素早い戦闘、空中での戦いができるようになる。カービィの追跡力はかなりのもので、カービィが誤って落ちてもほとんど拾ってくれる。一部が欠けると力が出なくなる。カービィの力の源でもあり、戦いでダメージを受けていてもワープスターを見ると元気になる。
最終話では、ナイトメアの見せる悪夢の世界でカービィがこれを吸い込み、「スターロッドカービィ」となって、ナイトメアを倒した。フームがキュリオとカブーの中を調査した際に閃いたらしいが、「ナイトメアと戦う為に星の戦士を守るシェルター」とされているカブーにワープスターがピッタリ収まった事から、目覚めるまで200年も早かったにしろ、カービィがポップスターに降りてくるという予言は既に確立されていたようである。カービィが乗ると完全操作式になるのか65話ではよそみしたカービィが岩に激突するシーンがあった。
危険な状態でもカービィの為に全力を尽くす逞しい姿や感情はあるようだが、ダイナブレイドに睨まれた瞬間に怯むなど、威嚇には若干弱いようである。アイテムという概念から、キャラクターからは「物」として扱われているが、カービィだけはワープスターを「人」の様に扱っていた。
カービィとは以心伝心で、カービィの行きたい所はワープスター同様行きたい所となっている。唯一ワープスターを呼び出せるフームも守ろうとする。
49話における劇中劇のアニメ「星のデデデ」では、緑色のワープスターが登場し、乗るのはカービィでなく、主人公になったデデデ。呼ぶのはエスカルゴンであった。

## 株式会社ワープスター
株式会社ワープスター（英: WARPSTAR Inc.）は、ゲームソフト『星のカービィシリーズ』の知的財産を管理している任天堂の持分法適用会社。元々は2001年にテレビアニメ『星のカービィ』を制作する際にカービィのキャラクターの著作権などの管理が必要になり、2000年8月に設立された。
2018年4月27日より、公式ポータルサイト及びX公式アカウントを開設し運営している。
作品
- 星のカービィ - 2001年10月6日から2003年9月27日まで中部日本放送（現在のCBCテレビ）、電通、ア・ウンエンタテインメントにより共同制作され、TBS系列で放送されたアニメ。
- 星のカービィクリアファイル - 2012年に次世代ワールドホビーフェアで星のカービィ20周年記念公式グッズとして発売された。